# Salernitana Sport 2003-2004
Questa voce raccoglie i dati della Salernitana Sport nelle competizioni ufficiali della stagione 2003-2004

## Stagione

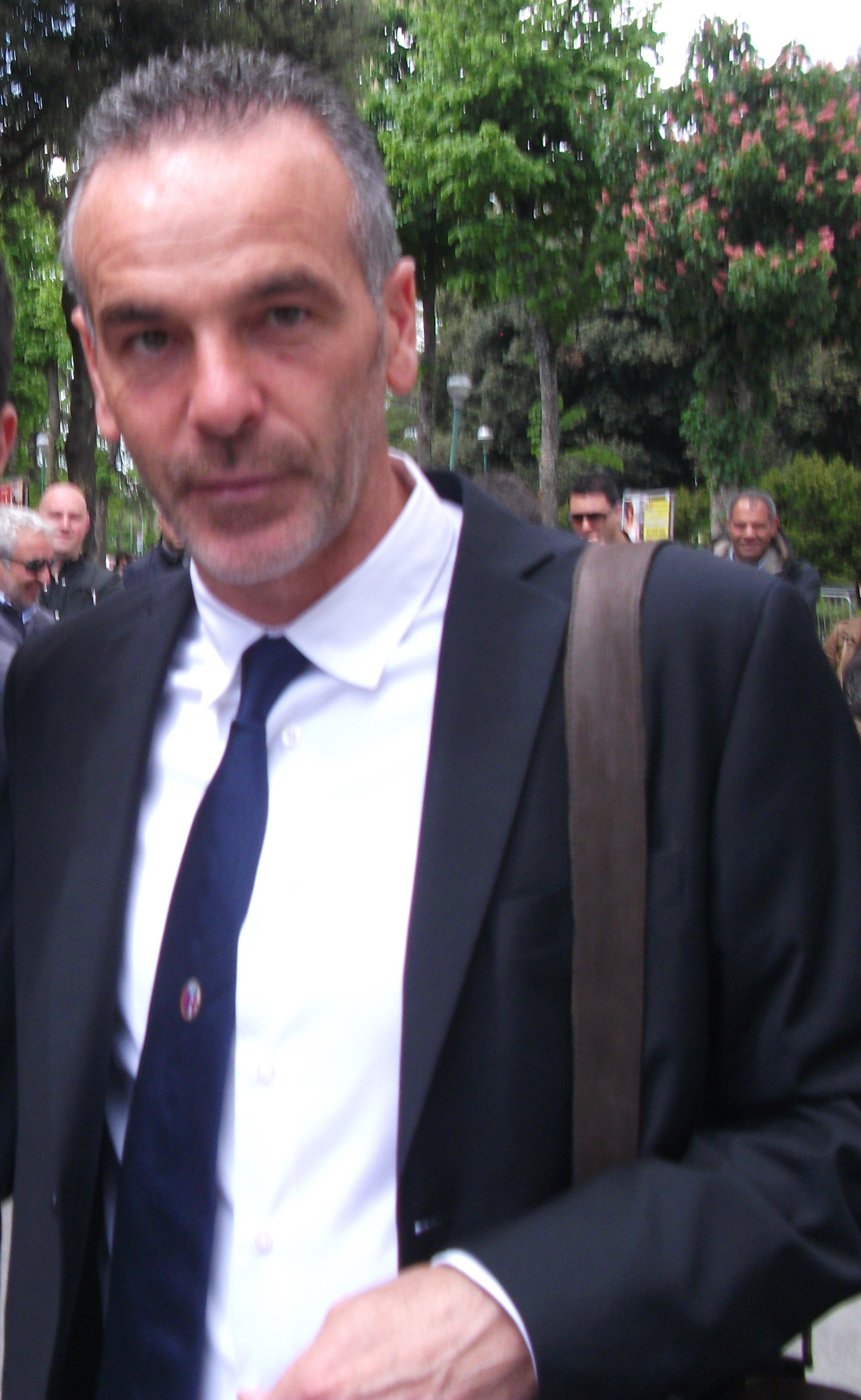
L'allenatore Stefano Pioli.

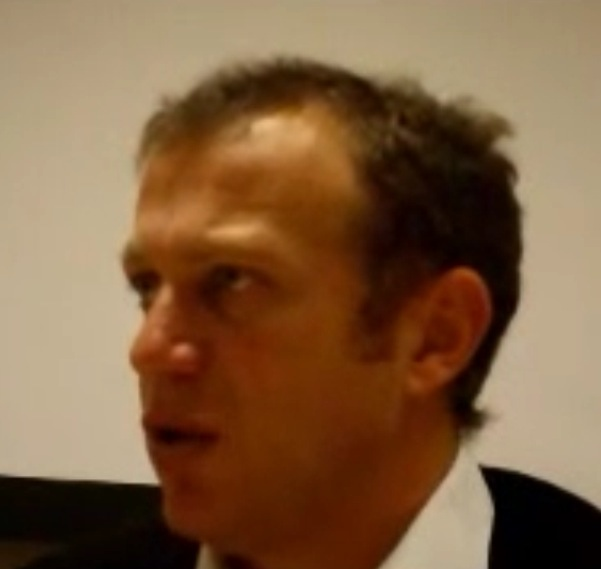
Il capitano Roberto Breda.

Il 20 agosto del 2003 la FIGC ripesca tutte le retrocesse in Serie C1 a seguito del Caso Catania sicché il calendario della Serie B viene modificato, rinviando le prime due giornate e partendo a cominciare dalla terza di campionato. Anche la Salernitana é tra le squadre ripescate grazie al Caso Catania. Il campionato sarà quindi un surreale maxitorneo con ben 24 squadre!
La scelta di ripescare quattro squadre dalle serie inferiori suscita le proteste di diversi club, i quali per manifestare il proprio sdegno nei confronti di tale decisione boicottano la Coppa Italia. La Salernitana avrebbe dovuto sfidare Pescara e Messina, ma dato che queste squadre non si presentano in campo, i campani accedono al turno successivo dove vengono sconfitti in seguito dalla Reggina.
Nel campionato di Serie B 2003-2004 la Salernitana, allenata da Stefano Pioli, con Bogdani, Bombardini, Caballero e Veron che provengono dalla serie A, il playmaker Raffaele Longo, la conferma del capitano Roberto Breda e con una discreta difesa, giunge alla soglia play off per la promozione in Serie A, ma poi una serie di risultati negativi, e infine la doppietta di Tulli a Terni consente di raggiungere una salvezza a 55 punti. Un campionato cominciato bene ma che pian piano si rivela anonimo.

## Divise e sponsor
Lo sponsor tecnico per la stagione 2003-2004 è Devis, mentre lo sponsor ufficiale è Centrale del latte di Salerno.
| Casa | Trasferta |

## Organigramma societario
Fonte
Area direttiva
- Presidente: Aniello Aliberti
- Amministratore Delegato: Nanni Condò
- Direttore Generale: Maurizio Iappica (fino al 2/08/2003)
- Segretario: Diodato Abagnara

Area organizzativa
- Team manager: Nando Di Francesco

Area comunicazione
- Addetto Stampa: Simona Di Carlo

Area tecnica
- Direttore Sportivo: Carmine Longo
- Allenatore: Stefano Pioli
- allenatore in seconda: Vincenzo Marino
- Preparatore Portieri: Luigi Genovese
- Preparatore Atletico: Matteo Osti

Area sanitaria
- Medico Sociale: Vittorino Testa
- Massaggiatore: Giuseppe Grassi
- Magazziniere: Alfonso De Santo, dal 16/09/2003 Rosario Fiorillo

## Rosa
Fonte
| N. |                      | Ruolo | Calciatore                |
| -- | -------------------- | ----- | ------------------------- |
| 1  | Italia (bandiera)    | P     | Domenico Botticella       |
| 2  | Italia (bandiera)    | C     | Alfonso Camorani          |
| 2  | Svezia (bandiera)    | C     | Karl Corneliusson         |
| 3  | Italia (bandiera)    | D     | Davide Mezzanotti         |
| 4  | Italia (bandiera)    | C     | Roberto Breda (Capitano)  |
| 5  | Italia (bandiera)    | A     | Alessandro Tulli          |
| 6  | Italia (bandiera)    | D     | Armando Perna             |
| 7  | Italia (bandiera)    | A     | Stefano Gioacchini        |
| 8  | Italia (bandiera)    | C     | Raffaele Longo            |
| 9  | Italia (bandiera)    | C     | Davide Bombardini         |
| 10 | Italia (bandiera)    | C     | Giorgio Di Vicino         |
| 11 | Brasile (bandiera)   | C     | Ferri de Oliveira Fabiano |
| 11 | Italia (bandiera)    | D     | Salvatore Russo           |
| 13 | Argentina (bandiera) | C     | Ricardo Verón             |
| 14 | Italia (bandiera)    | C     | Antonio Maschio           |
| 14 | Sudafrica (bandiera) | A     | Siyabonga Nomvethe        |
| 15 | Italia (bandiera)    | D     | Samuele Olivi             |
| 16 | Brasile (bandiera)   | D     | Alejandro Aragao Da Cruz  |
| 17 | Italia (bandiera)    | P     | Alfonso De Lucia          |
| 18 | Italia (bandiera)    | A     | Domenico Girardi          |
| 19 | Italia (bandiera)    | D     | Luca Pierotti             |
| 19 | Italia (bandiera)    | D     | Giuseppe Rinaldi          |

| N. |                     | Ruolo | Calciatore             |
| -- | ------------------- | ----- | ---------------------- |
| 20 | Italia (bandiera)   | C     | Andrea Luciani         |
| 20 | Honduras (bandiera) | A     | Jorge Samuel Caballero |
| 21 | Italia (bandiera)   | A     | Paolo De Crescenzo     |
| 22 | Italia (bandiera)   | C     | Dario Rocco            |
| 23 | Italia (bandiera)   | D     | Stefano De Angelis     |
| 24 | Italia (bandiera)   | A     | Fabio Mazzeo           |
| 25 | Brasile (bandiera)  | D     | Geovani Hilario Nilson |
| 26 | Brasile (bandiera)  | C     | Leandro Guerreiro      |
| 29 | Italia (bandiera)   | D     | Roberto Cardinale      |
| 27 | Italia (bandiera)   | A     | Umberto Improta        |
| 30 | Italia (bandiera)   | D     | Cristian Molinaro      |
| 31 | Italia (bandiera)   | C     | Valentino Lai          |
| 32 | Albania (bandiera)  | A     | Erjon Bogdani          |
| 33 | Italia (bandiera)   | D     | Angelo Siniscalchi     |
| 34 | Italia (bandiera)   | D     | Agostino Garofalo      |
| 61 | Italia (bandiera)   | C     | Carmelo Imbriani       |
| 65 | Italia (bandiera)   | A     | Massimiliano Caputo    |
| 77 | Italia (bandiera)   | D     | Leandro Rinaudo        |
| 80 | Italia (bandiera)   | C     | Francesco D'Aniello    |
| 82 | Italia (bandiera)   | P     | Rosario Niosi          |
| 83 | Italia (bandiera)   | C     | Andrea Cammarota       |
| 85 | Italia (bandiera)   | P     | Pasquale Russo         |

## Risultati

### Serie B

#### Girone di andata
| Arbitro: | Girardi (San Donà di Piave) |

|           |           |                  |
| Tulli 47’ | Marcatori | 90+4’ Gasbarroni |

| Arbitro: | Saccani (Mantova) |

|  |           |             |
|  | Marcatori | 77’ Bogdani |

| Salerno 11 settembre 2003, ore ? CEST 3ª giornata | Salernitana         | 0 – 0 referto | Ascoli | Stadio Arechi (13.667 spett.)\| Arbitro: \| Carlucci (Molfetta) \| |
| Arbitro:                                          | Carlucci (Molfetta) |               |        |                                                                    |

| Arbitro: | Preschern (Mestre) |

|                                  |           |         |
| Perna 49’ (aut.) Moscardelli 58’ | Marcatori | 25’ Lai |

| Arbitro: | Preschern (Mestre) |

|           |           |                       |
| Tulli 74’ | Marcatori | 2’ Monaco 32’ Mascara |

| Arbitro: | Mazzoleni (Bergamo) |

|                           |           |  |
| Lucarelli 17’ Ruotolo 49’ | Marcatori |  |

| Arbitro: | Tagliavento (Terni) |

|          |           |  |
| Tulli 5’ | Marcatori |  |

| Arbitro: | Rizzoli (Bologna) |

|              |           |  |
| Cipriani 33’ | Marcatori |  |

| Arbitro: | Rosetti (Torino) |

|             |           |  |
| Bogdani 24’ | Marcatori |  |

| Arbitro: | Cruciani (Pesaro) |

|                     |           |  |
| Rezaei 11’ Zoro 17’ | Marcatori |  |

| Arbitro: | Giannoccaro (Lecce) |

|                         |           |                     |
| Giampaolo 58’ Bellè 82’ | Marcatori | 32’ Bogdani 63’ Lai |

| Arbitro: | Nucini (Ravenna) |

|             |           |                |
| Bogdani 13’ | Marcatori | 68’ Papa Waigo |

| Campobasso 9 novembre 2003, ore ? CET 13ª giornata | Napoli           | 0 – 0 referto | Salernitana | Stadio Nuovo Romagnoli (0 spett.)\| Arbitro: \| Palanca (Roma 1) \| |
| Arbitro:                                           | Palanca (Roma 1) |               |             |                                                                     |

| Arbitro: | Tagliavento (Terni) |

|                    |           |  |
| Di Vicino 18’, 88’ | Marcatori |  |

| Arbitro: | Girardi (San Donà di Piave) |

|              |           |  |
| Chianese 62’ | Marcatori |  |

| Arbitro: | Nucini (Pesaro) |

|  |           |           |
|  | Marcatori | 37’ Rossi |

| Arbitro: | Girardi (San Donà di Piave) |

|  |           |              |
|  | Marcatori | 44’ Camorani |

| Salerno 7 dicembre 2003, ore ? CET 18ª giornata | Salernitana     | 0 – 0 referto | Treviso | Stadio Arechi (10.195 spett.)\| Arbitro: \| Dattilo (Locri) \| |
| Arbitro:                                        | Dattilo (Locri) |               |         |                                                                |

| Arbitro: | Morganti (Ascoli Piceno) |

|                      |           |              |
| Di Vicino 32’, 45+1’ | Marcatori | 23’ Zampagna |

| Arbitro: | Romeo (Verona) |

|  |           |           |
|  | Marcatori | 46’ Longo |

| Arbitro: | Pellegrino (Barcellona Pozzo di Gotto) |

|                                |           |                      |
| Longo 45+5’ Di Vicino 62’, 63’ | Marcatori | 31’ Zola 45+4’ Suazo |

| Arbitro: | Bergonzi (Genova) |

|                                    |           |           |
| Faísca 15’ Rigoni 84’ Baggio 90+4’ | Marcatori | 43’ Longo |

| Arbitro: | Farina (Novi Ligure) |

|           |           |                               |
| Perna 32’ | Marcatori | 3’, 55’ Pazzini 45+1’ Pinardi |

#### Girone di ritorno
| Arbitro: | De Marco (Chiavari) |

|  |           |                  |
|  | Marcatori | 59’, 84’ Bogdani |

| Arbitro: | Palanca (Roma 1) |

|                                     |           |  |
| Bombardini 77’ (rig.) Di Vicino 87’ | Marcatori |  |

| Ascoli Piceno 8 febbraio 2004, ore ? CET 26ª giornata | Ascoli             | 0 – 0 referto | Salernitana | Stadio Cino e Lillo Del Duca (8.279 spett.)\| Arbitro: \| Ayroldi (Molfetta) \| |
| Arbitro:                                              | Ayroldi (Molfetta) |               |             |                                                                                 |

| Arbitro: | Dondarini (Finale Emilia) |

|                           |           |              |
| Corneliusson 5’ Olivi 24’ | Marcatori | 61’, 69’ Baù |

| Arbitro: | Nucini (Pesaro) |

|                        |           |  |
| Mascara 48’ Grieco 50’ | Marcatori |  |

| Arbitro: | Preschern (Mestre) |

|  |           |                    |
|  | Marcatori | 52’, 73’ Lucarelli |

| Arbitro: | Tagliavento (Terni) |

|            |           |  |
| Riganò 38’ | Marcatori |  |

| Salerno 7 aprile 2004, ore ? CET 31ª giornata | Salernitana              | 0 – 0 referto | Piacenza | Stadio Arechi (5.800 spett.)\| Arbitro: \| Morganti (Ascoli Piceno) \| |
| Arbitro:                                      | Morganti (Ascoli Piceno) |               |          |                                                                        |

| Arbitro: | Bergonzi (Genova) |

|                  |           |             |
| Kutuzaŭ 89’, 90’ | Marcatori | 46’ Bogdani |

| Arbitro: | Gabriele (Frosinone) |

|  |           |                                     |
|  | Marcatori | 25’ Guzmán 50’ Gentile 90+1’ Parisi |

| Arbitro: | Mazzoleni (Bergamo) |

|           |           |                 |
| Tulli 71’ | Marcatori | 40’, 58’ Alteri |

| Verona 27 marzo 2004, ore ? CEST 35ª giornata | Verona              | 0 – 0 referto | Salernitana | Stadio Marcantonio Bentegodi (5.499 spett.)\| Arbitro: \| Tagliavento (Terni) \| |
| Arbitro:                                      | Tagliavento (Terni) |               |             |                                                                                  |

| Salerno 4 aprile 2004, ore ? CEST 36ª giornata | Salernitana       | 0 – 0 referto | Napoli | Stadio Arechi (15.697 spett.)\| Arbitro: \| Cassarà (Palermo) \| |
| Arbitro:                                       | Cassarà (Palermo) |               |        |                                                                  |

| Arbitro: | Palanca (Roma 1) |

|                                                       |           |  |
| De Franceschi 10’ Córdova 61’ (rig.) Motta 88’ (rig.) | Marcatori |  |

| Arbitro: | Rocchi (Firenze) |

|             |           |  |
| Bogdani 29’ | Marcatori |  |

| Arbitro: | Mazzoleni (Bergamo) |

|                   |           |                                |
| Foglio 77’ (rig.) | Marcatori | 54’ Corneliusson 81’ Di Vicino |

| Arbitro: | Rocchi (Firenze) |

|  |           |                                                |
|  | Marcatori | 25’ (rig.) Bonazzi 33’ Raimondi 44’ Possanzini |

| Arbitro: | Tagliavento (Terni) |

|                                          |           |  |
| Ganci 10’, 62’ Parravicini 16’ Gobbi 55’ | Marcatori |  |

| Arbitro: | Nucini (Pesaro) |

|                  |           |                |
| Kharja 9’ (rig.) | Marcatori | 62’, 86’ Tulli |

| Arbitro: | Morganti (Ascoli Piceno) |

|                               |           |  |
| Longo 65’ (rig.) Nomvethe 79’ | Marcatori |  |

| Arbitro: | Pellegrino (Barcellona Pozzo di Gotto) |

|                             |           |              |
| Suazo 54’, 70’ Esposito 65’ | Marcatori | 39’ Nomvethe |

| Salerno 5 giugno 2004, ore ? CEST 45ª giornata | Salernitana       | 0 – 0 referto | Vicenza | Stadio Arechi (3.046 spett.)\| Arbitro: \| Bergonzi (Genova) \| |
| Arbitro:                                       | Bergonzi (Genova) |               |         |                                                                 |

| Bergamo 12 giugno 2004, ore ? CEST 46ª giornata | Atalanta         | 0 – 0 referto | Salernitana | Stadio Atleti Azzurri d'Italia (23.500 spett.)\| Arbitro: \| Paparesta (Bari) \| |
| Arbitro:                                        | Paparesta (Bari) |               |             |                                                                                  |

### Coppa Italia

#### Fase a gironi
| Salerno 17 agosto 2003, ore ? CEST 1ª giornata | Salernitana      | 0 – 0 | Napoli | Stadio Arechi\| Arbitro: \| De Santis (Roma) \| |
| Arbitro:                                       | De Santis (Roma) |       |        |                                                 |

| Pescara 24 agosto 2003, ore ? CEST 2ª giornata | Pescara | 0 – 3 (a tavolino) | Salernitana | Stadio Adriatico |

| Salerno 3 settembre 2003, ore ? CEST 3ª giornata | Salernitana | 3 – 0 (a tavolino) | Messina | Stadio Arechi |

#### Sedicesimi di finale
| Arbitro: | Nucini (Bergamo) |

|  |           |                            |
|  | Marcatori | 26’ Tedesco 34’ Di Michele |

| Arbitro: | Pellegrino (Barcellona Pozzo di Gotto) |

|                              |           |  |
| León 50’, 71’ Di Michele 52’ | Marcatori |  |

## Statistiche
Statistiche aggiornate al 12 giugno 2004.

### Statistiche di squadra
| Competizione | Punti | In casa | In casa | In casa | In casa | In casa | In casa | In trasferta | In trasferta | In trasferta | In trasferta | In trasferta | In trasferta | Totale | Totale | Totale | Totale | Totale | Totale | DR  |
| Competizione | Punti | G       | V       | N       | P       | Gf      | Gs      | G            | V            | N            | P            | Gf           | Gs           | G      | V      | N      | P      | Gf     | Gs     | DR  |
| ------------ | ----- | ------- | ------- | ------- | ------- | ------- | ------- | ------------ | ------------ | ------------ | ------------ | ------------ | ------------ | ------ | ------ | ------ | ------ | ------ | ------ | --- |
| Serie B      | 55    | 23      | 8       | 8       | 7       | 21      | 23      | 23           | 6            | 5            | 12           | 15           | 30           | 46     | 14     | 13     | 19     | 36     | 53     | -17 |
| Coppa Italia | 7     | 3       | 1       | 1       | 1       | 3       | 2       | 2            | 1            | 0            | 1            | 3            | 3            | 5      | 2      | 1      | 2      | 6      | 5      | +1  |
| Totale       | -     | 26      | 9       | 9       | 8       | 24      | 25      | 25           | 7            | 5            | 13           | 18           | 33           | 51     | 16     | 14     | 21     | 42     | 58     | -16 |

### Andamento in campionato
| Giornata  | 1 | 2 | 3 | 4  | 5  | 6  | 7  | 8  | 9  | 10 | 11 | 12 | 13 | 14 | 15 | 16 | 17 | 18 | 19 | 20 | 21 | 22 | 23 | 24 | 25 | 26 | 27 | 28 | 29 | 30 | 31 | 32 | 33 | 34 | 35 | 36 | 37 | 38 | 39 | 40 | 41 | 42 | 43 | 44 | 45 | 46 |
| --------- | - | - | - | -- | -- | -- | -- | -- | -- | -- | -- | -- | -- | -- | -- | -- | -- | -- | -- | -- | -- | -- | -- | -- | -- | -- | -- | -- | -- | -- | -- | -- | -- | -- | -- | -- | -- | -- | -- | -- | -- | -- | -- | -- | -- | -- |
| Luogo     | C | T | C | T  | C  | T  | C  | T  | C  | T  | T  | C  | T  | C  | T  | C  | T  | C  | C  | T  | C  | T  | C  | T  | C  | T  | C  | T  | C  | T  | C  | T  | C  | C  | T  | C  | T  | C  | T  | C  | T  | T  | C  | T  | C  | T  |
| Risultato | N | V | N | P  | P  | P  | V  | P  | V  | P  | N  | N  | N  | V  | P  | P  | V  | N  | V  | V  | V  | P  | P  | V  | V  | N  | N  | P  | P  | P  | N  | P  | P  | P  | N  | N  | P  | V  | V  | P  | P  | V  | V  | P  | N  | N  |
| Posizione | 9 | 5 | 7 | 11 | 13 | 17 | 12 | 17 | 12 | 17 | 17 | 17 | 18 | 14 | 18 | 19 | 15 | 15 | 12 | 11 | 9  | 10 | 14 | 12 | 8  | 9  | 8  | 11 | 11 | 13 | 13 | 13 | 13 | 17 | 16 | 17 | 19 | 16 | 15 | 18 | 18 | 16 | 15 | 16 | 16 | 17 |

Fonte:  Serie B - Classifiche, su calciometro.it (archiviato dall'url originale il 12 novembre 2014).
Legenda:

Luogo: C = Casa; T = Trasferta. Risultato: V = Vittoria; N = Pareggio; P = Sconfitta.

### Statistiche dei giocatori
Sono in corsivo i calciatori che hanno lasciato la società a stagione in corso.
| Giocatore       | Serie B  | Serie B | Serie B     | Serie B    | Coppa Italia | Coppa Italia | Coppa Italia | Coppa Italia | Totale   | Totale | Totale      | Totale     |
| Giocatore       | Presenze | Reti    | Ammonizioni | Espulsioni | Presenze     | Reti         | Ammonizioni  | Espulsioni   | Presenze | Reti   | Ammonizioni | Espulsioni |
| --------------- | -------- | ------- | ----------- | ---------- | ------------ | ------------ | ------------ | ------------ | -------- | ------ | ----------- | ---------- |
| E. Bogdani      | 38       | 8       | ?           | ?          | ?            | 0            | ?            | ?            | 38+      | 8      | ?           | ?          |
| D. Bombardini   | 26       | 1       | ?           | ?          | ?            | 0            | ?            | ?            | 26+      | 1      | ?           | ?          |
| D. Botticella   | 38       | -33     | ?           | ?          | ?            | -?           | ?            | ?            | 38+      | -33+   | ?           | ?          |
| R. Breda        | 29       | 0       | ?           | ?          | ?            | 0            | ?            | ?            | 29+      | 0      | ?           | ?          |
| J. Caballero    | 0        | 0       | 0           | 0          | ?            | 0            | ?            | ?            | 0+       | 0      | 0+          | 0+         |
| A. Cammarota    | 0        | 0       | 0           | 0          | ?            | 0            | ?            | ?            | 0+       | 0      | 0+          | 0+         |
| A. Camorani     | 18       | 1       | ?           | ?          | ?            | 0            | ?            | ?            | 18+      | 1      | ?           | ?          |
| M. Caputo       | 13       | 0       | ?           | ?          | ?            | 0            | ?            | ?            | 13+      | 0      | ?           | ?          |
| R. Cardinale    | 0        | 0       | 0           | 0          | ?            | 0            | ?            | ?            | 0+       | 0      | 0+          | 0+         |
| K. Corneliusson | 22       | 2       | ?           | ?          | ?            | 0            | ?            | ?            | 22+      | 2      | ?           | ?          |
| A. Da Cruz      | ?        | ?       | ?           | ?          | ?            | 0            | ?            | ?            | ?        | 0+     | ?           | ?          |
| F. D'Aniello    | 12       | 0       | ?           | ?          | ?            | 0            | ?            | ?            | 12+      | 0      | ?           | ?          |
| S. De Angelis   | 25       | 0       | ?           | ?          | ?            | 0            | ?            | ?            | 25+      | 0      | ?           | ?          |
| P. De Crescenzo | ?        | ?       | ?           | ?          | ?            | 0            | ?            | ?            | ?        | 0+     | ?           | ?          |
| A. De Lucia     | 11       | -20     | ?           | ?          | ?            | -?           | ?            | ?            | 11+      | -20+   | ?           | ?          |
| G. Di Vicino    | 40       | 8       | ?           | ?          | ?            | 0            | ?            | ?            | 40+      | 8      | ?           | ?          |
| F. Fabiano      | 0        | 0       | 0           | 0          | ?            | 0            | ?            | ?            | 0+       | 0      | 0+          | 0+         |
| A. Garofalo     | 0        | 0       | 0           | 0          | ?            | 0            | ?            | ?            | 0+       | 0      | 0+          | 0+         |
| S. Gioacchini   | 7        | 0       | ?           | ?          | ?            | 0            | ?            | ?            | 7+       | 0      | ?           | ?          |
| D. Girardi      | 2        | 0       | ?           | ?          | ?            | 0            | ?            | ?            | 2+       | 0      | ?           | ?          |
| L. Guerreiro    | 14       | 0       | ?           | ?          | ?            | 0            | ?            | ?            | 14+      | 0      | ?           | ?          |
| C. Imbriani     | 0        | 0       | 0           | 0          | ?            | 0            | ?            | ?            | 0+       | 0      | 0+          | 0+         |
| U. Improta      | 5        | 0       | ?           | ?          | ?            | 0            | ?            | ?            | 5+       | 0      | ?           | ?          |
| V. Lai          | 31       | 2       | ?           | ?          | ?            | 0            | ?            | ?            | 31+      | 2      | ?           | ?          |
| R. Longo        | 40       | 4       | ?           | ?          | ?            | 0            | ?            | ?            | 40+      | 4      | ?           | ?          |
| A. Luciani      | 0        | 0       | 0           | 0          | ?            | 0            | ?            | ?            | 0+       | 0      | 0+          | 0+         |
| A. Maschio      | 6        | 0       | ?           | ?          | ?            | 0            | ?            | ?            | 6+       | 0      | ?           | ?          |
| F. Mazzeo       | 1        | 0       | ?           | ?          | ?            | 0            | ?            | ?            | 1+       | 0      | ?           | ?          |
| D. Mezzanotti   | 38       | 0       | ?           | ?          | ?            | 0            | ?            | ?            | 38+      | 0      | ?           | ?          |
| C. Molinari     | 33       | 0       | ?           | ?          | ?            | 0            | ?            | ?            | 33+      | 0      | ?           | ?          |
| G. Nilson       | 0        | 0       | 0           | 0          | ?            | 0            | ?            | ?            | 0+       | 0      | 0+          | 0+         |
| R. Niosi        | 1        | -0      | ?           | ?          | ?            | -?           | ?            | ?            | 1+       | -0+    | ?           | ?          |
| S. Nomvethe     | 17       | 2       | ?           | ?          | ?            | 0            | ?            | ?            | 17+      | 2      | ?           | ?          |
| S. Olivi        | 44       | 1       | ?           | ?          | ?            | 0            | ?            | ?            | 44+      | 1      | ?           | ?          |
| A. Perna        | 38       | 1       | ?           | ?          | ?            | 0            | ?            | ?            | 38+      | 1      | ?           | ?          |
| L. Pierotti     | 10       | 0       | ?           | ?          | ?            | 0            | ?            | ?            | 10+      | 0      | ?           | ?          |
| G. Rinaldi      | 3        | 0       | ?           | ?          | ?            | 0            | ?            | ?            | 3+       | 0      | ?           | ?          |
| L. Rinaudo      | 24       | 0       | ?           | ?          | ?            | 0            | ?            | ?            | 24+      | 0      | ?           | ?          |
| D. Rocco        | 2        | 0       | ?           | ?          | ?            | 0            | ?            | ?            | 2+       | 0      | ?           | ?          |
| P. Russo        | ?        | -?      | ?           | ?          | ?            | -?           | ?            | ?            | ?        | -?     | ?           | ?          |
| S. Russo        | 15       | 0       | ?           | ?          | ?            | 0            | ?            | ?            | 15+      | 0      | ?           | ?          |
| A. Siniscalchi  | 0        | 0       | 0           | 0          | ?            | 0            | ?            | ?            | 0+       | 0      | 0+          | 0+         |
| A. Tulli        | 29       | 6       | ?           | ?          | ?            | 0            | ?            | ?            | 29+      | 6      | ?           | ?          |
| R. Veron        | 5        | 0       | ?           | ?          | ?            | 0            | ?            | ?            | 5+       | 0      | ?           | ?          |

## Giovanili

### Organigramma
Fonte
- Responsabile Settore Giovanile: Enrico Coscia
- Segretario Settore Giovanile: Vincenzo D'Ambrosio
- Allenatore Primavera: Vincenzo Marino

### Piazzamenti
- Primavera:
  - Campionato: Ottavi di finale
  - Coppa Italia: ?